# Luigi Corioni
Luigi Corioni, detto Gino o anche Ginetto o Ginaccio (Castegnato, 9 giugno 1937 – Brescia, 8 marzo 2016), è stato un imprenditore e dirigente sportivo italiano.

## Biografia
Nel 1962 fonda la Saniplast S.p.A., azienda bresciana specializzata in arredamenti da bagno.
Negli anni successivi entra anche nel mondo del calcio, prima come presidente dell'Ospitaletto, che porta dai dilettanti alla Serie C1, e poi, verso la fine dell'era Farina, come consigliere del Milan.
Il 5 gennaio 1982 viene nominato Commendatore della Repubblica dal Presidente Sandro Pertini.
Nel 1985 diventa presidente del Bologna, che sotto la sua presidenza ottiene la promozione in Serie A e si qualifica alla Coppa UEFA.
Ceduto il Bologna, nel gennaio 1992 diviene presidente del Brescia, succedendo a Claudio Cremonesi; anche in questo caso la squadra centra la promozione in Serie A e arriva ad un passo dalla qualificazione alla Coppa UEFA nel 2001, grazie ad un gruppo guidato da Carlo Mazzone in panchina e Roberto Baggio sul campo.
Corioni ricopre la carica di presidente del Brescia per 23 anni, portando in squadra giocatori del calibro di Roberto Baggio, Josep Guardiola, Luca Toni, Marek Hamšík, Alessandro Diamanti, Gheorghe Hagi e Andrea Pirlo.

Corioni (a sinistra) e Roberto Baggio nel 2000

Nel luglio 2014, a conclusione di una stagione deludente della squadra, piazzatasi a metà classifica nel campionato di Serie B, lontana dalla zona play-off e con tre allenatori esonerati, una crisi di liquidità colpisce la società. UBI Banca, principale sponsor e creditore del Brescia Calcio, avvia la procedura di commissariamento per garantire l'iscrizione del Brescia al campionato cadetto successivo e la corresponsione degli stipendi ai giocatori, pretendendo al contempo le dimissioni di Corioni da presidente.
Nel febbraio 2015 cede la proprietà della società, sotto la regia di UBI Banca e del presidente degli industriali bresciani Marco Bonometti, alla fiduciaria milanese Profida.
Muore la notte dell'8 marzo 2016 presso gli Spedali Civili di Brescia, dopo una lunga malattia, all'età di 78 anni.

## Riconoscimenti
Il 22 marzo del 2019 è stato intitolato a Corioni lo stadio di Ospitaletto.